# Noah Syndergaard
Noah Seth Syndergaard, soprannominato "Thor" (Mansfield, 29 agosto 1992), è un giocatore di baseball statunitense, lanciatore partente per i Los Angeles Angels nella Major League Baseball (MLB).

## Inizi e Minor League
Noah Syndergaard è nato nel Texas da Heidi, un'impiegata, e da Brad Syndergaard, originario dell'Iowa. Il suo trisnonno paterno, Simon Hansen Søndergaard, era danese e immigrò nell'Iowa da Haderslev, allora facente parte della provincia prussiana dello Schleswig-Holstein.
Syndergaard venne selezionato al primo giro del draft MLB 2010, come 38ª scelta assoluta, dai Toronto Blue Jays. Iniziò la carriera nelle minor league con i Gulf Coast Blue Jays nella Gulf Coast League della classe Rookie, chiudendo la prima annata senza vittorie e con una sconfitta, 2,70 di media PGL (ERA) in 5 partite, tutte da partente (13,1 inning complessivi). Nel 2011 giocò con tre squadre nelle classi Rookie, A-breve e nella classe A, chiudendo con 5 vittorie e 2 sconfitte, 1,83 di ERA in 13 partite, di cui 11 da partente.
Nel 2012 Syndergaard continuò alla classe A con i Lansing Lugnuts della Midwest League, chiudendo con 8 vittorie e 5 sconfitte, 2,60 di ERA, una salvezza in 27 partite, di cui 19 da partente.
Il 17 dicembre 2012 venne ceduto dai Toronto Blue Jays ai New York Mets insieme ai ricevitori Travis d'Arnaud, John Buck e al seconda base Wulimer Becerra in cambio del lanciatore R.A. Dickey e dei ricevitori Josh Thole e Mike Nickeas.
Nel 2013 iniziò la stagione nella classe A-avanzata e venne promosso il 23 giugno nella Doppia-A, finendo con 9 vittorie e 4 sconfitte, 3.06 di ERA e in 23 partite, tutte da partente.
Nel 2014, Syndergaard giocò nella Tripla-A con i Las Vegas 51s nella Pacific Coast League chiudendo con 9 vittorie e 7 sconfitte, 4,60 di ERA e in 26 partite, tutte da partente. Nel 2015 con i 51s chiuse con 3 vittorie e nessuna sconfitta, 1,82 di ERA in 5 partite, ancora tutte da partente, concludendo un'intera partita senza subire punti, il cosiddetto "shutout".

## Major League

### New York Mets

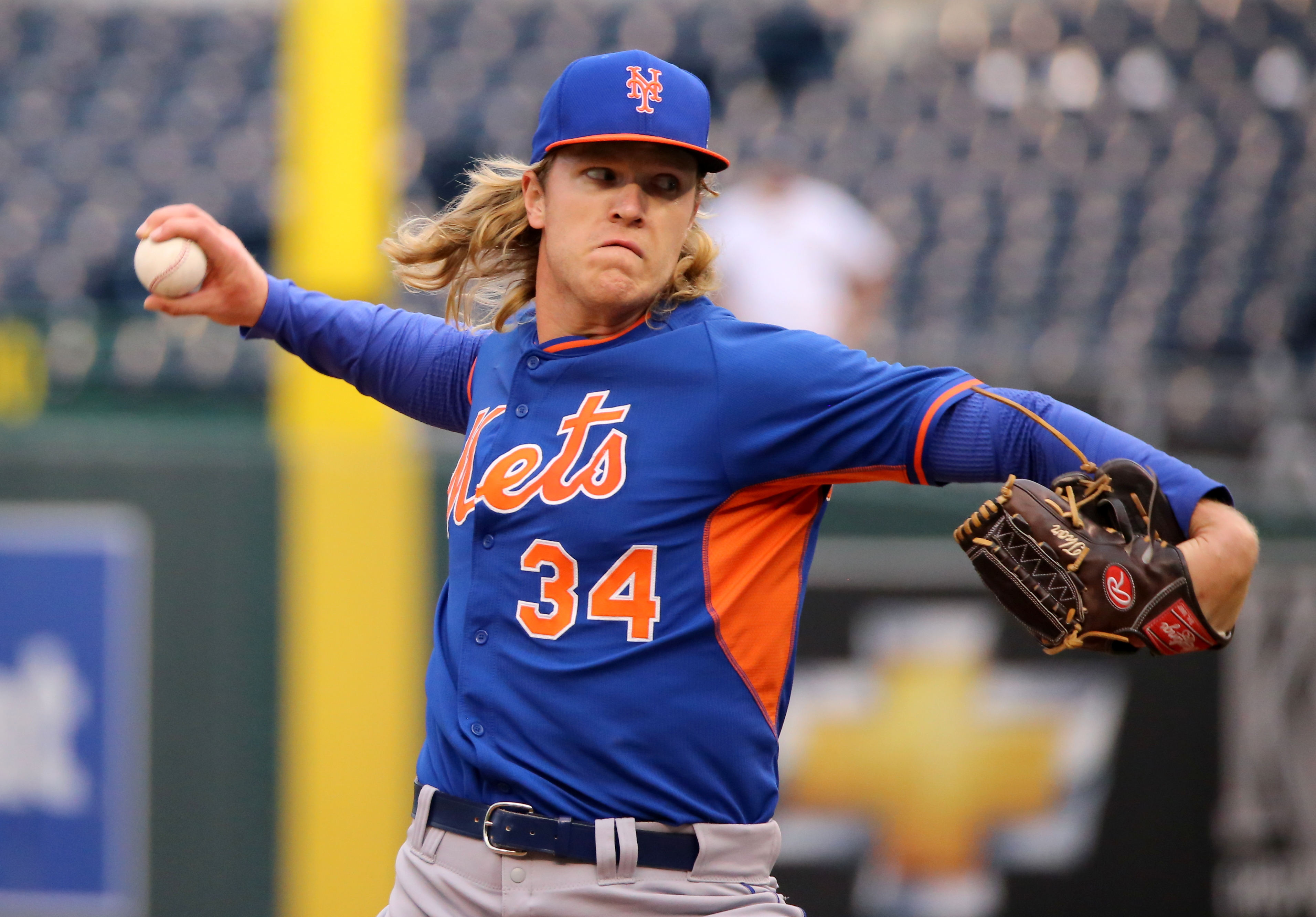
Syndergaard nel riscaldamento durante le World Series 2015

Syndergaard debuttò nella MLB il 12 maggio 2015, al Wrigley Field di Chicago contro i Chicago Cubs. Finì la sua prima stagione con 9 vittorie e 7 sconfitte, 3,24 di ERA in 24 partite tutte da partente. Nei playoff raggiunse le World Series 2015, dove i Mets furono sconfitti dai Kansas City Royals per 4-1. Nel 2016 chiuse con 14 vittorie e 9 sconfitte, 2.60 di ERA (terzo miglior risultato della National League) in 31 partite, venendo convocato per il suo primo All-Star Game L'8 novembre annunciò di non volere sottoporsi a un'operazione per rimuovere un eventuale sperone osseo nel gomito destro.
Il 1º maggio 2017, Syndergaard venne inserito nella lista infortunati (dei 10 giorni) per una parziale lacerazione del muscolo laterale destro. Il 7 maggio fu spostato nella lista infortunati da 60 giorni.
Il 26 marzo 2020, Syndergaard si sottopose alla Tommy John surgery al gomito destro, perdendo di conseguenza l'intera stagione 2020.
Il 27 maggio 2021 dopo aver disputato le prime partite di minor league a scopo riabilitativo, Syndergaard subì delle complicazioni al braccio che lo costrinsero a saltare quasi per intero la stagione. Apparve in sole due partite, il 28 settembre e il 3 ottobre entrambe come partente, disputando però solo il primo inning.

### Los Angeles Angels
Il 16 novembre 2021, Syndergaard firmò un contratto annuale del valore di 21 milioni di dollari con i Los Angeles Angels. Divenne free agent a fine stagione, tornando poi sotto contratto con la squadra californiana e giocando nel 2022 come partente 15 partite, con 5 vittorie e 8 sconfitte.

### Philadelphia Phillies
Il 2 agosto 2022 Syndergaard passa ai Philadelphia Phillies in cambio di Jadiel Sanchez e Mickey Moniak, disputando 9 incontri da partente e conquistando 5 vittorie, 2 sconfitte e 1 shutout.

## Palmarès
- MLB All-Star: 1

2016
- Giocatore della settimana: 4

NL: 2 agosto 2015, 22 maggio 2016, 5 maggio e 4 agosto 2019